# Guy Sparrow
Guy Paul Joseph Sparrow (Pontiac, 2 novembre 1932) è un ex cestista statunitense, professionista nella NBA.

## Carriera
È stato selezionato dai New York Knicks al terzo giro del Draft NBA 1955 (19ª scelta assoluta).

## Palmarès
- Campione EPBL (1961)